# Stella subgigante
Con la denominazione di subgiganti si definiscono quelle stelle la cui classe spettrale risulta più brillante di una stella tipo della sequenza principale, ma comunque meno brillante rispetto ad una vera gigante. Si ritiene trattarsi di stelle che abbiano terminato la fusione nucleare dell'idrogeno nel proprio nucleo, e che si stiano avviando a divenire giganti: annullato (o comunque decisamente ridotto) il contenuto di idrogeno nel nucleo di una stella di sequenza principale, l'interruzione delle reazioni termonucleari atte a conservare l'equilibrio termico dell'astro porterebbe ad un collasso delle regioni centrali ricche di elio della stella stessa, con conseguente innalzamento della temperatura e della pressione cui seguirebbe l'innesco della nucleosintesi negli strati di idrogeno più esterni.
Le stelle subgiganti, rispetto a stelle di massa simile nella sequenza principale, hanno diametro maggiore e una più bassa temperatura superficiale. Secondo la classificazione spettrale di Yerkes hanno luminosità di classe IV.

## Stelle subgiganti più vicine alla Terra
| Nome           | Nomenclatura di Bayer | Tipo spettrale | Massa (sole=1) | Distanza (anni luce) | Note        |
| -------------- | --------------------- | -------------- | -------------- | -------------------- | ----------- |
| Procione       | Alfa Canis Minoris    | F5 IV-V        | 1,5            | 11,4                 | Subgigante? |
| Altair         | Alfa Aquilae          | A7 IV-V        | 1,7            | 16,7                 | Subgigante? |
|                | Delta Pavonis         | G5-8 IV-V      | 1,1            | 19,9                 | Subgigante? |
|                | Beta Hydri            | G2 IV          | 1,1            | 24,4                 |             |
|                | Mu Herculis Aa        | G5 IV          | 1,1            | 27,4                 |             |
| Rana           | Delta Eridani         | K0 IVe         | 1,2            | 29,5                 |             |
| Rutilicus Aa   | Zeta Herculis         | F9-G2 IV       | 1,5            | 35,2                 |             |
| Zavijava A     | Beta Virginis         | F8-A5 IV-V     | 1,25           | 35,6                 | Subgigante? |
|                | 11 Leonis Minoris     | G8 IV-V        | ?              | 36,5                 | Subgigante? |
| Mufrid A       | Eta Bootis            | G0 IV          | 1,5            | 37,0                 |             |
| Deneb Algedi A | Delta Capricorni      | A5-7 IVm       | >1             | 38,6                 |             |

Fonte: Giant and subgiant stars within 100 ly (Solstation)